# Greatest Hits 1970-2002
Greatest Hits 1970-2002 es una colección de grandes éxitos de Elton John hasta el año 2002. Fue atorgada y certificada como disco de oro y platino el 13 de diciembre de 2002, doble disco de platino el 5 de marzo de 2003, y triple platino el 2 de agosto de 2004 por la RIAA.

## Canciones del disco
Grabación europea
Disco 1
```
   "Your Song" – 4:03
   "Tiny Dancer" – 6:16
   "Honky Cat" – 5:13
   "Rocket Man" – 4:42
   "Crocodile Rock" – 3:55
   "Daniel" – 3:54
   "Saturday Night's Alright for Fighting" – 4:54
   "Goodbye Yellow Brick Road" – 3:14
   "Candle in the Wind" – 3:50
   "Bennie and the Jets" – 5:23
   "Don't Let the Sun Go Down on Me" – 5:37
   "The Bitch Is Back" – 3:45
   "Philadelphia Freedom" – 5:20
   "Someone Saved My Life Tonight" – 6:45
   "Island Girl" – 3:43
   "Don't Go Breaking My Heart (with Kiki Dee)" – 4:35
   "Sorry Seems to Be the Hardest Word" – 3:52
```

Disco 2
```
   "Blue Eyes" (John, Gary Osborne) – 3:29
   "I'm Still Standing" – 3:03
   "I Guess That's Why They Call It the Blues" (John, Taupin, Davey Johnstone) – 4:44
   "Sad Songs (Say So Much)" – 4:10
   "Nikita" – 5:45
   "Sacrifice" – 5:06
   "The One" – 5:53
   "Kiss the Bride" – 4:23
   "Can You Feel the Love Tonight" (John, Tim Rice) – 4:02
   "Circle of Life" (John, Rice) – 4:52
   "Believe" – 4:47
   "Made In England" – 4:50
   "Something About the Way You Look Tonight" – 4:01
   "Written in the Stars (Feat. LeAnn Rimes)" (John, Rice) – 4:17
   "I Want Love" – 4:36
   "This Train Don't Stop There Anymore" – 4:39
   "Song for Guy" (John) – 5:10
```

Disco 3
```
   "Levon" – 5:23
   "Border Song" – 3:23
   "Lucy in the Sky with Diamonds" (Lennon/McCartney) – 5:57
   "Pinball Wizard" (Pete Townshend) – 5:17
   "True Love" (featuring Kiki Dee) (Cole Porter) – 3:34
   "Live Like Horses" (featuring Luciano Pavarotti) – 5:08
   "I Don't Wanna Go on with You Like That" – 4:32
   "Don't Let the Sun Go Down on Me" (featuring George Michael) – 5:48
   "Your Song" (featuring Alessandro Safina) – 4:24
```

2003 reissue
```
   "Sorry Seems to Be the Hardest Word" (with Blue)
   "Are You Ready for Love" (Leroy Bell, Thom Bell, Casey James)
```

Grabación americana
Disco 1
```
   "Your Song"
   "Levon"
   "Tiny Dancer"
   "Rocket Man (I Think It's Going to Be a Long, Long Time)"
   "Honky Cat"
   "Crocodile Rock"
   "Daniel"
   "Saturday Night's Alright for Fighting"
   "Goodbye Yellow Brick Road"
   "Candle in the Wind"
   "Bennie and the Jets"
   "Don't Let the Sun Go Down on Me"
   "The Bitch is Back"
   "Philadelphia Freedom"
   "Someone Saved My Life Tonight"
   "Island Girl"
   "Sorry Seems to Be the Hardest Word"
```

Disc 2
```
   "Don't Go Breaking My Heart" (with Kiki Dee)
   "Little Jeannie" (John, Osborne)
   "I'm Still Standing"
   "I Guess That's Why They Call It the Blues"
   "Sad Songs (Say So Much)"
   "I Don't Wanna Go on with You Like That"
   "Nikita"
   "Sacrifice"
   "The One"
   "Can You Feel the Love Tonight?"
   "Circle of Life"
   "Believe"
   "Blessed"
   "Something About the Way You Look Tonight"
   "Written in the Stars" (with LeAnn Rimes)
   "I Want Love"
   "This Train Don't Stop There Anymore"
```

Disc 3: Bonus
```
   "Candle in the Wind" (live)
   "Don't Let the Sun Go Down on Me" (with George Michael)
   "Live Like Horses" (with Luciano Pavarotti)
   "Your Song" (with Alessandro Safina)
```

- Datos: Q2736812